# Кремасти
Кремасти́  (греч. Κρεμαστή) — город в Греции на Родосе. Расположен в 10 километрах к юго-западу от города Родоса и в 3 километрах к северо-востоку от аэропорта «Диагорас» на побережье пролива Родос Эгейского моря. Входит в общину (дим) Родос в периферийной единице Родосе в периферии Южных Эгейских островах. Население 5363 жителя по переписи 2011 года.

## Достопримечательности
В центре города на холме находятся руины средневековой крепости XIV века, в 1510—1520 годах перестроенной великим магистром Мальтийского ордена Фабрицио дель Карретто в летнюю резиденцию.
Местный православный храм, посвященный Богородице Кафолики, является одним из самых больших и величественных на Родосе. С 14 августа по 23 августа отмечается Праздник Богоматери.
В черте города имеется благоустроенный пляж, привлекающий в летнее время многочисленных туристов.

## Сообщество Кремасти
В общинное сообщество Кремасти входит Аэролимин. Население 5396 жителей по переписи 2011 года. Площадь 11,95 квадратных километров.
| Населённый пункт | Население (2011), человек |
| ---------------- | ------------------------- |
| Аэролимин        | 33                        |
| Кремасти         | 5363                      |

## Население
| Год  | Население, человек |
| ---- | ------------------ |
| 1991 | 3562               |
| 2001 | 4256               |
| 2011 | ↗ 5363             |

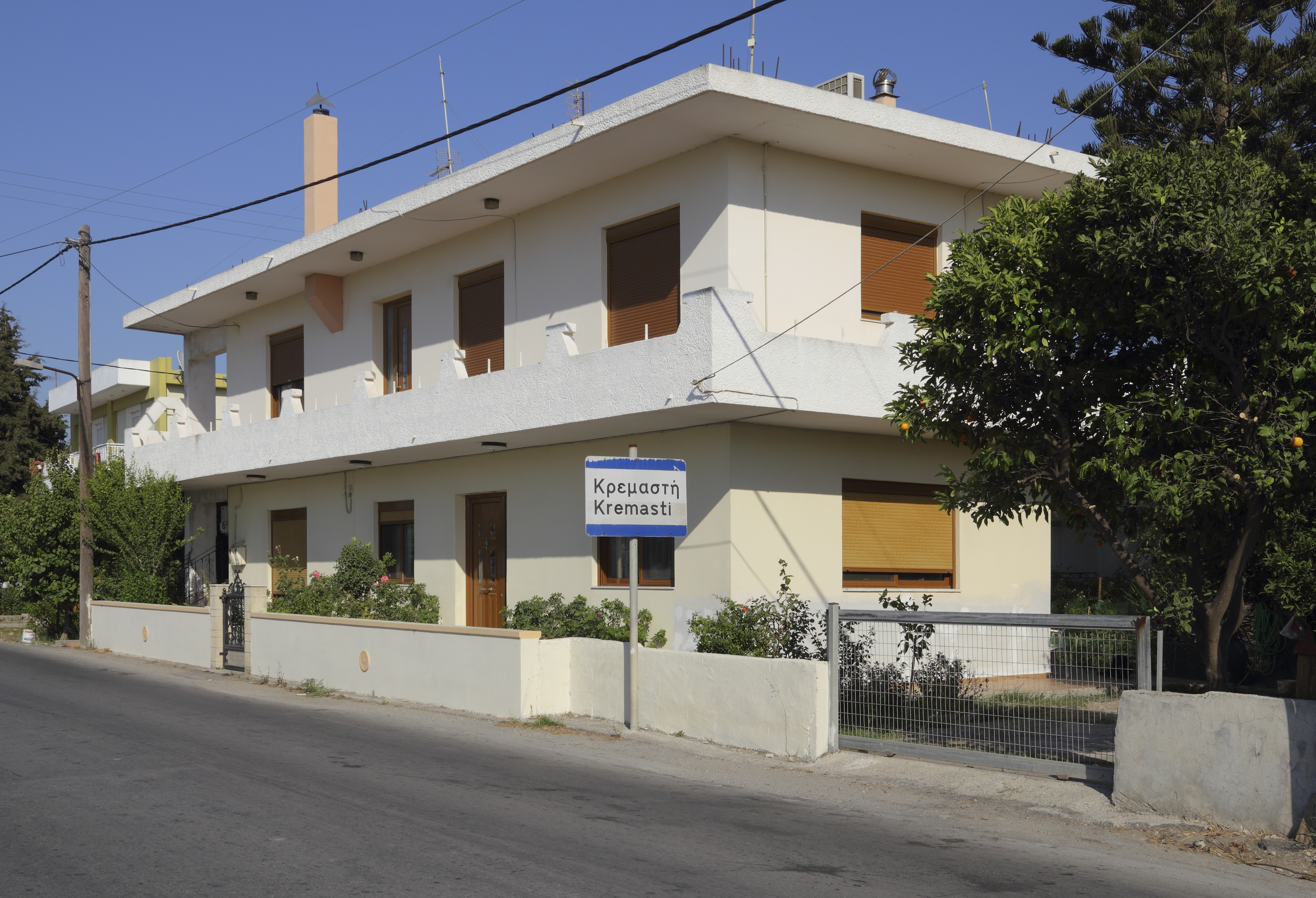
Въездной знак
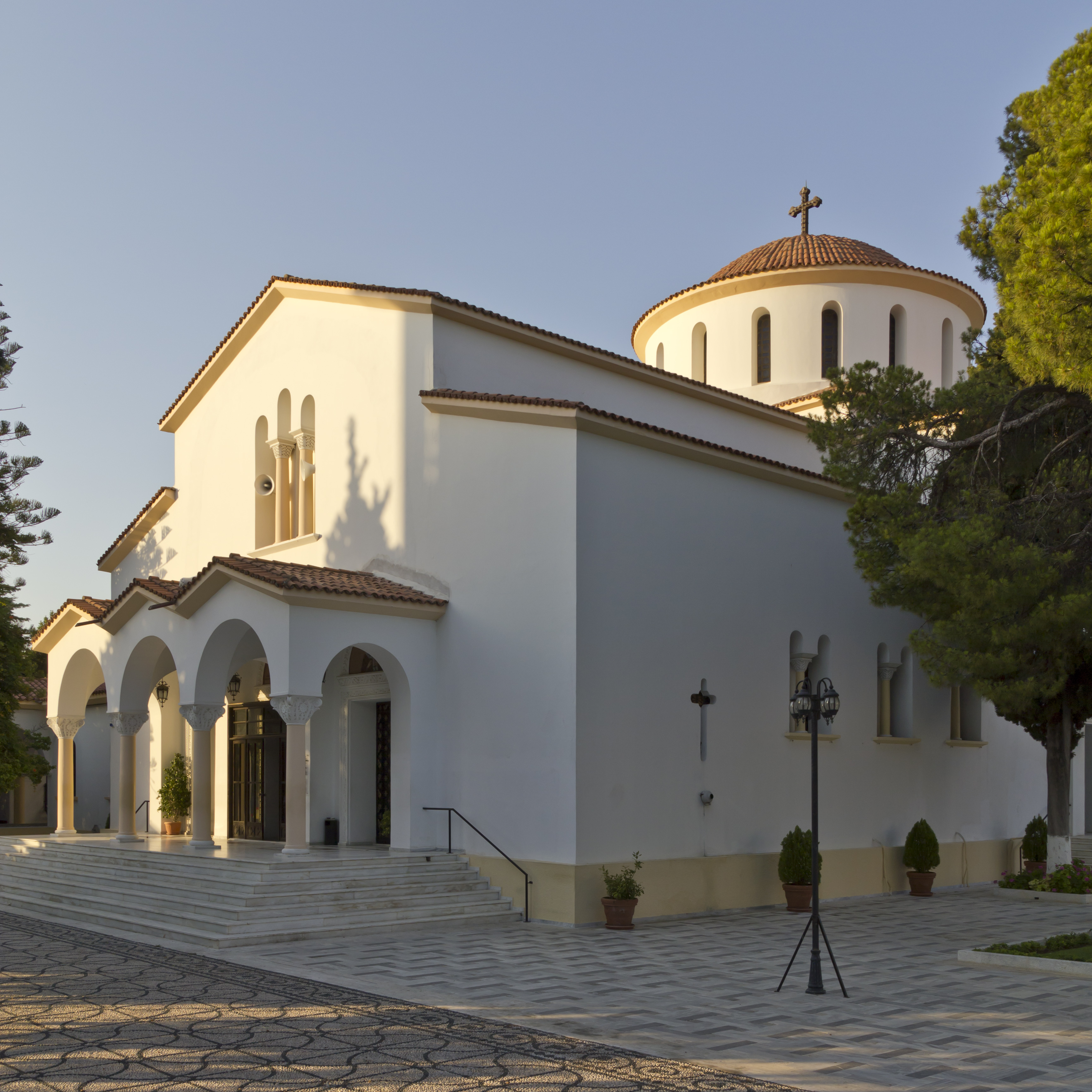
Церковь Богородицы Кафолики
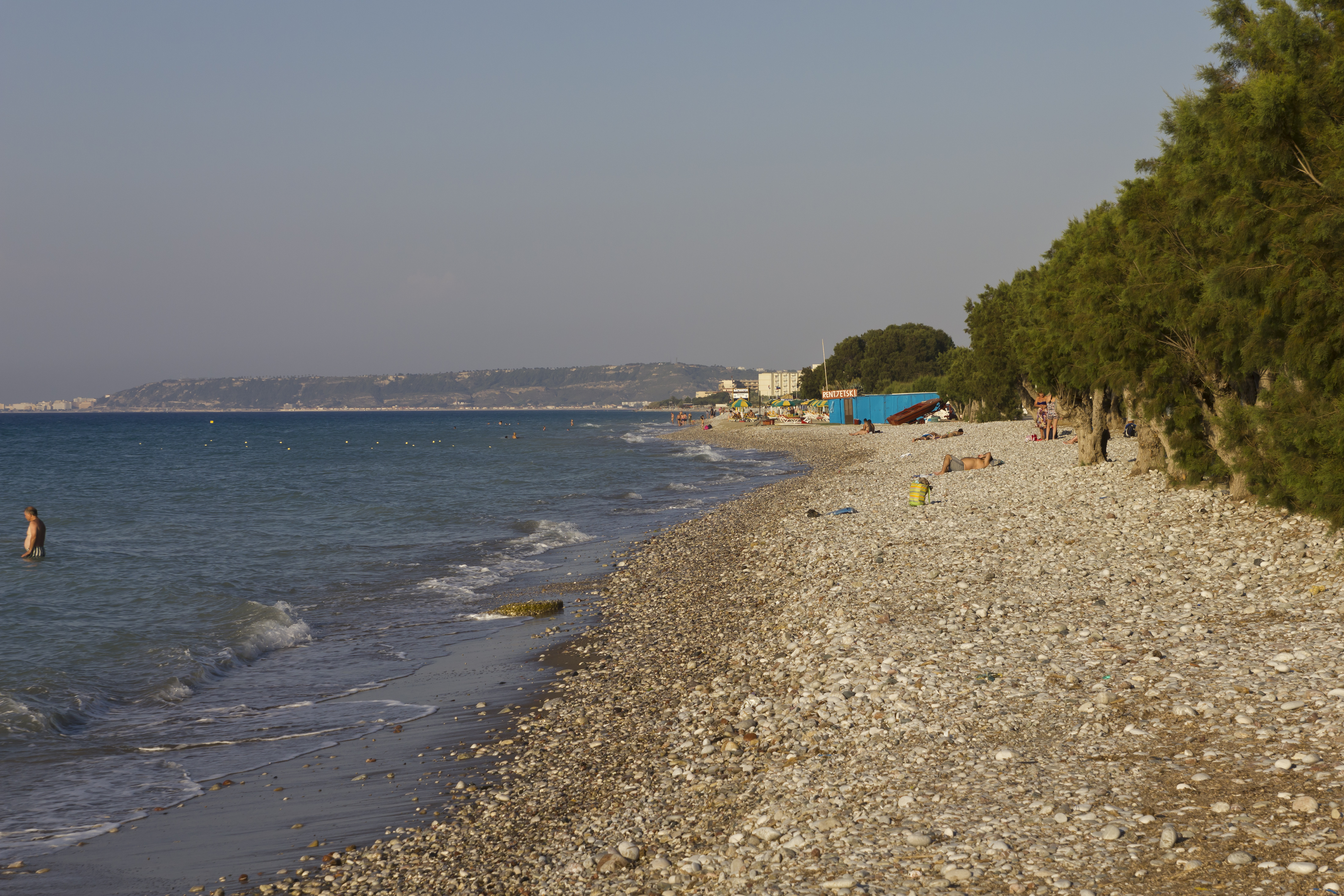
Пляж в Кремасти
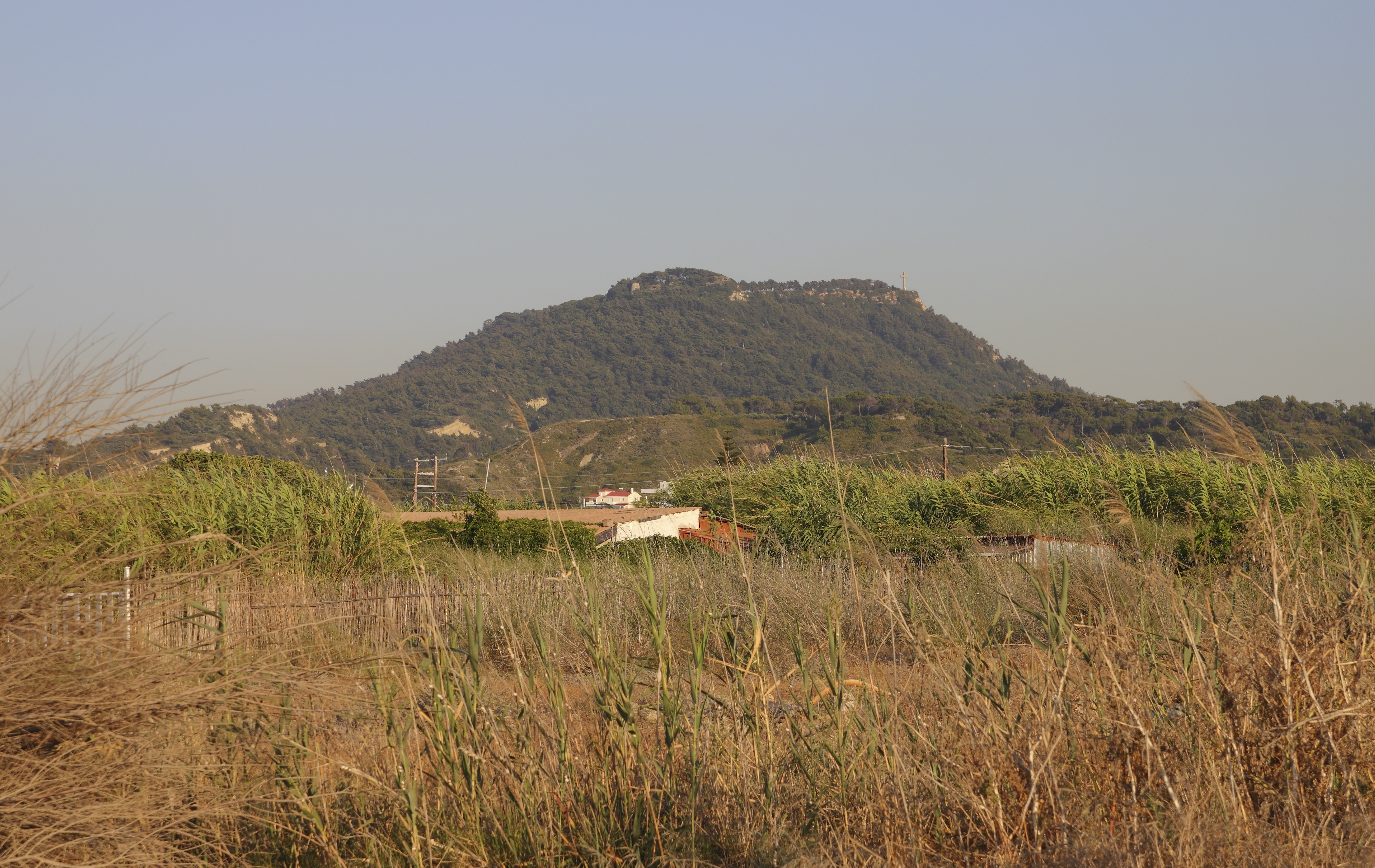
Вид на гору Филерим